# Julia Pastrana

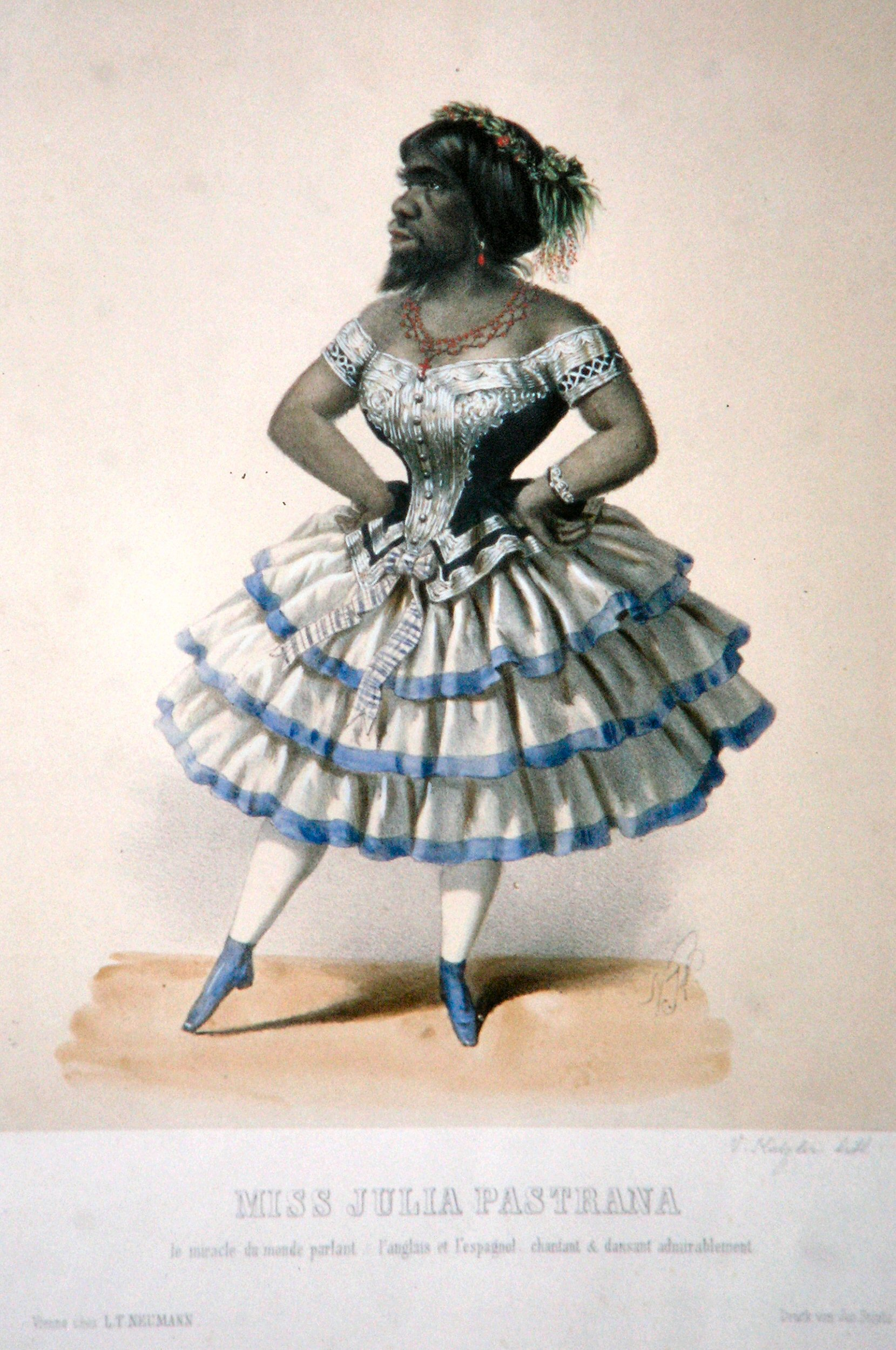
Julia Pastrana, Lithographie von V. Katzler um 1860

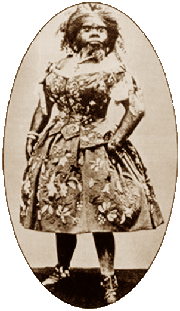
Julia Pastrana

Julia Pastrana (* 1834 in Sinaloa, Mexiko; † 25. März 1860 in Moskau) war eine Darstellerin, die in einer Freakshow (später allgemeiner Sideshow genannt) auftrat und als „Affenfrau“ bekannt wurde.

## Leben
Die genaue Herkunft Julia Pastranas kann wohl nicht mehr aufgeklärt werden, manchen Berichten zufolge wurde das an Hypertrichose leidende Kind zusammen mit seiner Mutter in einer Höhle gefunden, der Mutter abgekauft und für Showzwecke ausgebildet. In späteren Jahren konnte Julia Pastrana singen, tanzen und sich in drei Sprachen schriftlich und mündlich verständigen.
Julia Pastrana, die nur eine Körpergröße von etwa 1,38 m erreichte, wies neben ihrer starken Körperbehaarung noch weitere Besonderheiten auf. Sie hatte ungewöhnlich große Ohren, eine große Nase, stark vorgewölbte Kiefer und angeblich doppelte Zahnreihen. Ihr Impresario Theodore Lent kam darauf, sie dem Publikum auf drei Kontinenten als „Affenfrau“ zu präsentieren.
Die deutschsprachigen Tageszeitungen berichteten erstmals Anfang November 1857 von einem Auftritt im „Koll’schen Lokale“ (Krolloper) in Berlin. Anfang Dezember kam es dabei zu einer Begegnung mit dem Naturforscher Alexander von Humboldt, der sie nach einem längeren Gespräch als „interessanteste Naturmerkwürdigkeit“ bezeichnet habe. Anfang 1858 trat Pastrana mit dem Zirkus Renz in Wien auf. In vielen Artikeln wurde ihr ungewöhnliches Äußeres als hässlich beschrieben. Dies nahm die Hamburger Polizei zum Anlass, eine Erlaubnis zur Schaustellung zu verweigern. Anfang April 1858 gastierte Pastrana mit dem Zirkus Renz in Dresden. Im Juni soll sie in Sankt Petersburg aufgetreten sein. Kurz vor Weihnachten 1859 berichteten einige Tageszeitung von Pastranas Tod, was allerdings 2 Monate später teilweise widerrufen wurde.
Ob Theodore Lent Julia Pastrana heiratete, ist ungewiss. Sie gebar am 20. März 1860 auf einer Tournee in Moskau ein ebenfalls von Hypertrichose betroffenes Kind, das bald nach der Geburt starb. Julia Pastrana überlebte die Geburt ebenfalls nur um wenige Tage.

## Schicksal des Leichnams
Lent überließ die beiden Leichen zunächst Professor Iwan Sokolow von der Moskauer Universität, der sie einbalsamierte. Nachdem er sich vom Erfolg dieser Prozedur hatte überzeugen können, kaufte Lent die Präparate zurück und ging weiter seinem Gewerbe nach – Julia Pastranas Leichnam wurde in einem der Kostüme, in denen sie gewöhnlich aufgetreten war, präsentiert, das Kind neben ihr auf einem Gestell wie ein Papagei. Von März bis Mai 1863 wurde innerhalb „Präuschers großes Mumien-Cabinet“ ihr Leichnam auf dem Spielbudenplatz in Hamburg-St. Pauli ausgestellt.
Lent fand um 1863 bei Karlsbad eine weitere an Hypertrichose leidende Frau namens Maria Bartels, die Ähnlichkeit mit Julia Pastrana hatte. Er heiratete sie und bezog sie ebenfalls in seine Show ein, wobei er vorgab, es handele sich um Zenora Pastrana, die Schwester der Toten. 1871 bis zur Pleite 1877 betrieb Lent einen schwimmenden Zirkus auf dem Rhein, in dessen Vorstellungen sie einbezogen war und auf dem Zirkusschiff besichtigt werden konnte. Den groß aufgemachten Zirkus in Form eines reich ausgestatteten Mississippi-Dampfers finanzierte er u. a. aus Ausstellungs-Einnahmen der Mumie von Julia Pastrana, die ab 1871 im Wiener Prater leihweise gezeigt und 1873 dem Schausteller Hermann Präuscher überlassen wurde. Zuvor war Lent in Deutschland selbst mit ihr aufgetreten.
Theodore Lent soll später dem Wahnsinn verfallen und in einer russischen Anstalt untergekommen sein, die zweite Frau, alias Zenora Pastrana, überlebte und beerbte ihn.
Die präparierten Leichen Julia Pastranas und ihres Kindes wurden 1921 von Haakon Lund erworben, der sie bis 1943 in seiner zirkusähnlichen Wanderschau vorführte. 1943 wurden sie von der deutschen Besatzung beschlagnahmt, nach dem Krieg aber erneut zu Schau gestellt. 1970 griff die norwegische Regierung ein, untersagte die öffentliche Präsentation und konfiszierte die Leichen. Nachdem sie 1979 in die Hände eines Diebes gefallen waren, befanden sie sich lange Jahre in Oslo und wurden dort für Forschungs- und Ausbildungszwecke benutzt.
Anfang 2013 wurden ihre mumifizierten Überreste in ihre Heimat Mexiko überführt, um dort würdevoll bestattet zu werden.
Eine geplante Verfilmung des Lebens Julia Pastranas mit Richard Gere in der männlichen Hauptrolle wurde nicht realisiert.
Ähnliche Fälle wie zum Beispiel Tognina Gonsalvus sind seit dem 17. Jahrhundert in Europa publiziert worden.

### Zeitgenössische Darstellung
- Julia Pastrana, ein Menschenungeheuer. In: Die Gartenlaube. Nr. 48, 1857, S. 658, (Digitalisat, mit Zeichnung)
- Miss Pastrana. In: Wiener Medizinische Wochenschrift. 8. Jg., Heft 7, 1858, S. 108–110, Gesamtausgabe: Wiener Medizinische Wochenschrift, Jahrgang 1858, S. 108 (online bei ANNO).
- Die ausgestopfte Miß Julia Pastrana. In: Illustriertes Wiener Extrablatt. 5. April 1884, S. [1], (Digitalisat)